# Diecezja Fort Portal
Diecezja Fort Portal – diecezja rzymskokatolicka w Ugandzie. Powstała w 1961.

## Biskupi diecezjalni
- Bp Robert Muhiirwa (od 2003)
- Bp Paul Lokiru Kalanda (1991–2003)
- Bp Serapio Bwemi Magambo (1972–1991)
- Bp Vincent J. McCauley, C.S.C. (1961–1972)